# Eastvale (Californie)
Pour les articles homonymes, voir Eastvale.
Eastvale est une municipalité américaine du comté de Riverside, en Californie. Sa population était de 53 668 habitants au recensement de 2010.

## Démographie
| 2010   | - | - | - | - | - |
| ------ | - | - | - | - | - |
| 64 157 | - | - | - | - | - |